# Artcheda
La Artcheda (en russe : Арчеда) est une rivière de Russie, qui arrose l'oblast de Volgograd et un affluent de la rive gauche de la Medveditsa, qui est elle-même un affluent du Don.

## Géographie
La rivière est longue de 167 km et son bassin versant s’étend sur 2 050 km2. L'Artcheda a un régime nival. La plus grande ville arrosée par la rivière est Frolovo, dans l'oblast de Volgograd.